# Gazpachos alicantinos
Los gazpachos alicantinos son un tipo de gazpachos propio de la zona montañosa de la provincia de Alicante. Se elaboran carnes procedentes de diferentes animales a las que se añaden migas de pan (generalmente procedentes de tortas de ácimo, es decir sin levadura). Es tradicional que las carnes empleadas sean de caza: conejo, liebre o perdiz. En la actualidad se añade carne de aves de corral como es el pollo. Una de las características de estos gazpachos es que se suelen servir sobre unas tortas de pan.

## Características
Se trata de un plato habitual del interior montañoso de la provincia. Es habitual el empleo de pan ázimo (denominadas popularmente como "tortas muertas"), aunque se tiene igualmente gazpachos en los que participan tortas con levadura (las "tortas vivas"). La carne suele ser picada y guisada con cebolla. Esta mezcla se suele acompañar de pan migado y se suele servir sobre unas tortas.  